# Mieze Katz

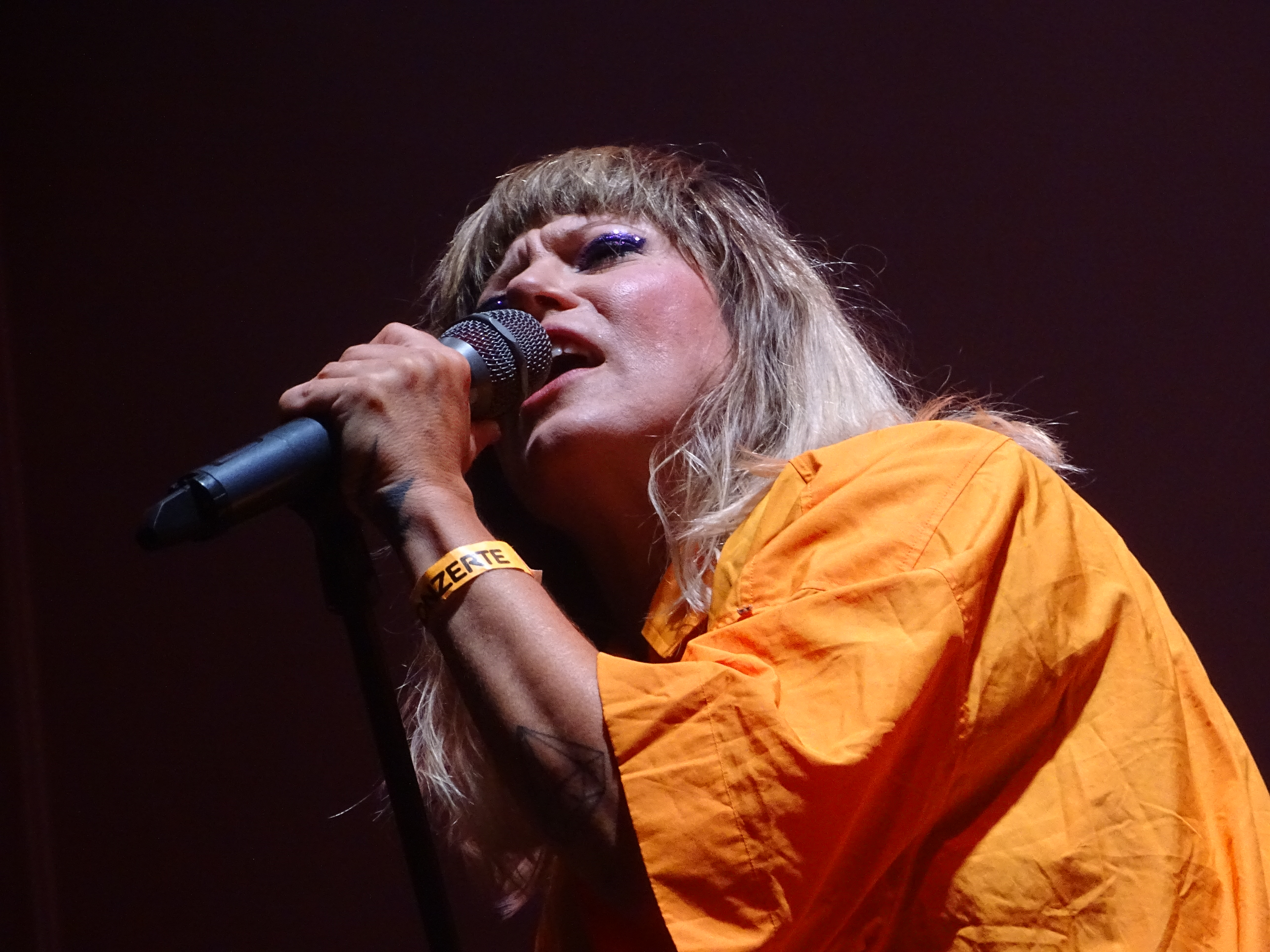
Mieze Katz (2022)

Mieze Katz (* 4. Mai 1979 in Ost-Berlin; bürgerlich Maria Mummert) ist eine deutsche Sängerin und Frontfrau der Berliner Elektropop-Musikgruppe Mia.

## Berufliche Entwicklung und Karriere
1997 gründete Mieze Katz mit dem Gitarristen Andi Ross (später Andy Penn), mit dem sie das John-Lennon-Gymnasium in Berlin besuchte, eine Schülerband. Ihre Mitschülerin Sarah Kuttner stellte ihnen den Bassisten Robert Schütze und den Keyboarder Ingo Puls vor. Gemeinsam mit dem Schlagzeuger Hannes Schulze gründeten sie eine Musikgruppe, die mehrere Namensänderungen durchlief, bis der heutige Bandname MIA., der sich vom früheren Bandnamen Me In Affairs ableitete, festgelegt wurde.
Neben ihrer Bandtätigkeit singt Mieze Katz auch für und mit anderen Künstlern wie Virginia Jetzt!, Eizi Eiz, Melbeatz, Flexevil, Fettes Brot, Oliver Koletzki und Nhoah. Sie sang das Titellied zur deutsch synchronisierten Fassung der Zeichentrickserie Ruby Gloom. Gemeinsam mit Andy Penn tritt sie im Video zu Hungriges Herz (ein Mia-Cover) von Scala & Kolacny Brothers auf.
Auch in anderen Bereichen tritt Mieze Katz in Erscheinung. Gemeinsam mit Nikolai Kinski las sie den Text Selbstbezichtigung von Peter Handke als Hörbuch, sprach eine Off-Stimme als „Freundin Mieze“ für das Theaterstück verDÜNNisiert von Jens Hasselmann über Essstörungen und war Model im Kalender 2008 des Brillendesigners Humphrey’s. Im Jahr 2013 war Mieze Katz bei der KiKA-Castingshow Dein Song die Patin von Lina Larissa Strahl, die die Castingshow gewann. Mit Ausnahme von 2018 war sie von 2014 bis 2021 Jurymitglied von Dein Song und kehrte 2025 zur 17. Staffel dorthin zurück. Außerdem bildete sie gemeinsam mit Dieter Bohlen, Marianne Rosenberg und Kay One die Jury der 11. Staffel der Castingshow Deutschland sucht den Superstar.
Im November und Dezember 2023 nahm sie als Troll an der neunten Staffel der ProSieben-Show The Masked Singer teil und erreichte im Finale den vierten Platz.

## Diskografie

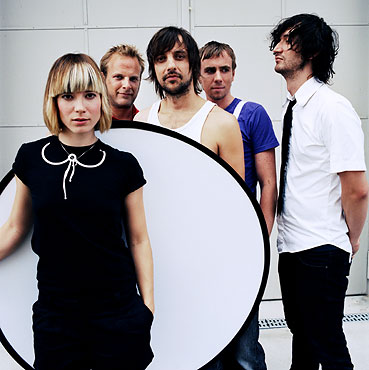
Mieze Katz mit Mia (2006)

### Soloaktivitäten und Gastauftritte
- singt im Song Annabell sagt auf der Demo-CD 2 von Virginia Jetzt!
- singt im Song Drauf & dran auf dem Album da nich für! von Dendemann den Refrain.[3]
- singt in den Songs Das beste für Alle und Dreifach schön auf dem Album Wer hat Angst vor Virginia Jetzt!? von Virginia Jetzt!
- singt das Intro des Songs Mel + eiz air! mit Eizi Eiz auf dem Album Rappers Delight von Melbeatz
- singt im Song Liebestropfen auf dem Album David vs Goliath von Flexevil
- singt das Gedicht Du machst mich traurig – Hör von Else Lasker-Schüler für das Album Ich träume so leise von dir des Else-Lasker-Schüler-Projekts
- liest gemeinsam mit Nikolai Kinski den Text Selbstbezichtigung von Peter Handke als Hörbuch
- singt das Titellied zur deutsch synchronisierten Fassung der Zeichentrickserie Ruby Gloom
- singt im Song Das traurigste Mädchen der Stadt von Fettes Brot auf dem Album Strom und Drang. Außerdem trat sie mehrmals live mit Fettes Brot während deren Tour unter dem Pseudonym „Bette Frost“ auf, um das Lied zu singen.
- singt im Song This is Leisure von Oliver Koletzki auf dem Album Großstadtmärchen
- singt auf TANGOWERK[4], dem Soloalbum des Mia-Produzenten Nhoah, das Lied Lost in Weltschmerz.[5] Hierzu wurde auch ein Musikvideo mit Mieze Katz erstellt und auf der dem Album beiliegenden DVD veröffentlicht.
- Im September 2024 veröffentlichte sie ihre erste Solosingle HellSehen (feat. Eva Briegel).[6]
- Im April 2025 erschien mit LiLiLiebe eine gemeinsame Single mit Madeline Juno
- Am 9. Mai 2025 erschien mit dafür oder dagegen ihr erstes Soloalbum

## Fernsehen
- 2013: Dein Song (Patin)
- 2014: Deutschland sucht den Superstar (Jurorin)
- 2014–2017, 2019–2021, 2025: Dein Song (Jurorin)
- 2015–2016: Grill den Henssler (Kandidatin)
- 2023: jerks. (Fernsehserie, Episode 5x07)
- 2023: That’s my jam (Kandidatin)
- 2023: The Masked Singer (Kandidatin)
- 2025: Sing meinen Song – Das Tauschkonzert